# Claudia Lehmann (Beachvolleyballspielerin)
Claudia Lehmann (* 5. Oktober 1985 in Suhl heute Claudia Lubetz) ist eine deutsche Volleyball- und Beachvolleyballspielerin.

## Karriere Halle
Claudia Lehmann spielte bereits mit vierzehn Jahren im Zweitligateam des VfB 91 Suhl. 2002 wechselte sie nach Österreich zum SSK Feldkirch. Nach einem Jahr Hallenpause kam die Universalspielerin 2005 zum Bundesligisten NA. Hamburg, wo sie zwei Jahre lang spielte. Danach ging Lehmann wieder nach Österreich, diesmal zum VC Dornbirn. Von 2011 bis 2013 spielte sie auf der Diagonalposition beim Schweizer Erstligisten Volley Toggenburg. Nach ihrer Hochzeit und Babypause ist Lehmann (jetzt Lubetz) Spielertrainerin in Vorarlberg beim  Zweitligisten Blum VBC Höchst.

## Karriere Beach
Von 1999 bis 2013 spielte Claudia Lehmann Beachvolleyball und gehörte in dieser Zeit jahrelang dem A-Kader von Deutschland an. Mit Friederike Romberg wurde sie 2002 U18-Vizeweltmeisterin. Von 2006 bis 2012 nahm sie ununterbrochen an deutschen Meisterschaften in Timmendorfer Strand teil. International spielte Lehmann von 2004 bis 2010 an der Seite von Judith Deister, Julia Sude und Chantal Laboureur sowohl auf der European als auch auf World Tour. Sie war auch zwei Jahre lang deutsche Sportsoldatin.

## Privates
Seit 2013 ist Claudia Lehmann mit dem österreichischen Radballspieler Simon Lubetz verheiratet. Die beiden leben in Höchst in Vorarlberg und haben zwei Kinder.